# Boussingaultite
La boussingaultite è un minerale.
Prende il nome dal chimico francese Jean-Baptiste Boussingault (1802-1887).